# Śląsk Wrocław w Pucharze Polski
Śląsk Wrocław dwukrotnie zwyciężał w rozgrywkach o Puchar Polski, w latach 1976 i 1987.
Źródła:
1952
- 19.10.1952 Śląsk Wrocław - Lublinianka Lublin 2-0
- 01.11.1952 Gwardia Warszawa - Śląsk Wrocław 0-1
- 09.11.1952 Śląsk Wrocław - Lechia Gdańsk 1-2

1962/1963
- 25.11.1962 Resovia Rzeszów - Śląsk Wrocław 0-1
- 02.12.1962 Stal Kraśnik - Śląsk Wrocław 3-1

1963/1964
- 29.09.1963 Polonia Głubczyce - Śląsk Wrocław 2-0

1964/1965
- 01.11.1964 Arkonia Szczecin - Śląsk Wrocław 0-1
- 29.11.1964 Śląsk Wrocław - Ruch Chorzów 2-1
- 14.03.1965 Śląsk Wrocław - Górnik Zabrze 1-3

1965/1966
- 05.12.1965 Śląsk Wrocław - Urania Ruda Śląska 5-0
- 13.03.1966 Arkonia Szczecin - Śląsk Wrocław 2-4
- 13.04.1966 Śląsk Wrocław - Górnik Zabrze 0-4

1966/1967
- 06.11.1966 Odra Opole - Śląsk Wrocław 3-1

1967/1968
- 19.11.1967 Lech Poznań - Śląsk Wrocław 1-1

1968/1969
- 24.11.1968 Orzeł Międzyrzecz - Śląsk Wrocław 0-1
- 05.04.1969 Gwardia Warszawa - Śląsk Wrocław 1-1
- 07.04.1969 Śląsk Wrocław - Gwardia Warszawa 0-0

1969/1970
- 19.10.1969 Siemianowiczanka Siemianowice - Śląsk Wrocław 3-0

1970/1971
- 10.10.1970 Dąb Dębno - Śląsk Wrocław 2-0

1971/1972
- 29.08.1971 Olimpia Piekary Śląskie - Śląsk Wrocław 1-3
- 26.09.1971 Śląsk Wrocław - Szombierki Bytom 3-0
- 31.10.1971 Śląsk Wrocław - Wisła Kraków 2-0
- 12.03.1972 Śląsk Wrocław - Legia Warszawa 0-1
- 18.03.1972 Legia Warszawa - Śląsk Wrocław 2-1

1972/1973
- 13.08.1972 Śniardwy Orzysz - Śląsk Wrocław 1-3
- 06.09.1972 Czarni Szczecin - Śląsk Wrocław 2-2

1973/1974
- 05.09.1973 Piast Gliwice - Śląsk Wrocław 1-0

1974/1975
- 03.11.1974 Piast Gliwice - Śląsk Wrocław 1-3
- 20.11.1974 ŁKS Łódź - Śląsk Wrocław 1-0

1975/1976
- 24.08.1975 Orzeł Biały Brzeziny - Śląsk Wrocław 1-3
- 03.12.1975 Arka Gdynia - Śląsk Wrocław 1-4
- 17.03.1976 Gwardia Koszalin - Śląsk Wrocław 0-1
- 07.04.1976 Stoczniowiec Gdańsk - Śląsk Wrocław 1-2
- 01.05.1976 Stal Mielec - Śląsk Wrocław 0-2 Finał

1976/1977
- ??.??.197? Zastal Zielona Góra - Śląsk Wrocław 1-2
- ??.??.197? ŁKS Łódź - Śląsk Wrocław 2-0

1977/1978
- ??.??.197? Zagłębie Wałbrzych - Śląsk Wrocław 3-3, k. 2-3
- ??.??.197? Śląsk Wrocław - Odra Opole 2-0
- ??.??.197? Zagłębie Sosnowiec - Śląsk Wrocław 1:0 (p.d.)

1978/1979
- ??.??.197? Warta Sieradz - Śląsk Wrocław 2-1

1979/1980
- ??.??.19?? Stilon Gorzów Wielkopolski - Śląsk Wrocław 1-3
- ??.??.19?? Śląsk Wrocław - GKS Katowice 0-1

1980/1981
- ??.??.198? Stal Stocznia Szczecin - Śląsk Wrocław 0-1
- ??.??.198? Śląsk Wrocław - Arka Gdynia 2-1
- ??.??.198? Legia Warszawa - Śląsk Wrocław 2-0

1981/1982
- ??.??.198? Wisła Płock - Śląsk Wrocław 0-2
- ??.??.198? Widzew Łódź - Śląsk Wrocław 1-0

1982/1983
- ??.??.198? Stal Stalowa Wola - Śląsk Wrocław 0-2
- ??.??.198? Lechia Gdańsk - Śląsk Wrocław 3-0

1983/1984
- ??.??.198? Górnik Knurów - Śląsk Wrocław 2-1

1984/1985
- ??.??.198? Arkonia Szczecin - Śląsk Wrocław 0-1
- ??.??.198? Śląsk Wrocław - Bałtyk Gdynia 1-1, k. 3-5

1985/1986
- ??.??.198? Korona Kielce - Śląsk Wrocław 1-3
- ??.??.198? Motor Lublin - Śląsk Wrocław 0-1 (p.d.)
- ??.??.198? Śląsk Wrocław - Górnik Zabrze 1-1
- ??.??.198? Górnik Zabrze - Śląsk Wrocław 2-5

1986/1987
- ??.??.198? Śląsk II Wrocław - Śląsk Wrocław 2-5
- ??.??.198? Bałtyk Gdynia - Śląsk Wrocław 1-2
- ??.??.198? Śląsk Wrocław - Pogoń Szczecin 3-1
- ??.??.198? Pogoń Szczecin - Śląsk Wrocław 1-2
- ??.??.198? Śląsk Wrocław - Wisła Kraków 1-0
- ??.??.198? Wisła Kraków - Śląsk Wrocław 1-1
- 27.06.1987 Śląsk Wrocław - GKS Katowice 0-0, k. 4-3 Finał

1987/1988
- ??.??.198? Resovia - Śląsk Wrocław 0-1
- ??.??.198? Śląsk Wrocław - GKS Katowice 2-1
- ??.??.198? Śląsk Wrocław - Górnik Zabrze 1-2
- ??.??.198? Górnik Zabrze - Śląsk Wrocław 6-0

1988/1989
- ??.??.198? Zawisza Bydgoszcz - Śląsk Wrocław 2-3
- ??.??.198? Odra Opole - Śląsk Wrocław 1-1, k. 4-5
- ??.??.198? GKS Katowice - Śląsk Wrocław 3-1
- ??.??.198? Śląsk Wrocław - GKS Katowice 2-1

1989/1990
- ??.??.19?? Mieszko Gniezno - Śląsk Wrocław 2-1

1990/1991
- ??.??.199? Odra Wodzisław Śląski - Śląsk Wrocław 2-1

1991/1992
- ??.??.199? Stal Stalowa Wola - Śląsk Wrocław 2-1

1992/1993
- ??.??.199? Zagłębie Sosnowiec - Śląsk Wrocław 1-4
- ??.??.199? Śląsk Wrocław - Stal Mielec 5-2
- ??.??.199? Śląsk Wrocław - Widzew Łódź 1-0
- ??.??.199? Widzew Łódź - Śląsk Wrocław 1-3
- ??.??.199? Śląsk Wrocław - Ruch II Chorzów 1-1
- ??.??.199? Ruch II Chorzów - Śląsk Wrocław 4-1

1993/1994
- ??.??.199? Stilon Gorzów Wielkopolski - Śląsk Wrocław 1-0

1994/1995
- ??.??.199? Lechia Dzierżoniów - Śląsk Wrocław 0-0, k. 3-1

1995/1996
- ??.??.199? Pogoń Oleśnica - Śląsk Wrocław 1-0 (p.d.)

1996/1997
- ??.??.199? Ruch Chorzów - Śląsk Wrocław 3-2 (p.d.)

1997/1998
- ??.??.199? Śląsk Wrocław - Górnik Zabrze 0-1

1998/1999
- ??.??.199? Warta Poznań - Śląsk Wrocław 1-5
- ??.??.199? Chemik Police - Śląsk Wrocław 1-0